# Hypolimnas wallaceana
Hypolimnas wallaceana är en fjärilsart som beskrevs av Butler 1873. Hypolimnas wallaceana ingår i släktet Hypolimnas och familjen praktfjärilar. Inga underarter finns listade i Catalogue of Life.